# Pedro de Bobadilla (almirante)
Pedro de Bobadilla (16 de julio de 1486, Jaén, Reino de Jaén, Corona de Castilla -1521, Canal de la Mancha) fue un noble y marino español que sirvió como almirante y capitán general de la armada pontificia tras haberse desempeñado como fraile dominico y como corsario en el Mediterráneo. Fue además comandante de la armada imperial, así como caballero de la Orden de Santiago y de la Orden de Malta.

## Origen y primeros años
Pedro de Bobadilla, apodado "El Corsario", en ocasiones también llamado Pedro Fernández de Bobadilla o Cabrera y Bobadilla (no confundir con su sobrino Pedro Fernández de Cabrera y Bobadilla), nació el 16 de julio de 1486en Jaén, siendo el sexto de los ocho hijos de los primeros marqueses de Moya, Andrés Cabrera y Beatriz de Bobadilla. Tuvo un hermano homónimo que debió fallecer antes de su nacimiento, recibiendo el nombre del mismo (a su vez nombrado en honor a su abuelo materno Pedro de Bobadilla). Entre sus demás hermanos se encontraron el segundo marqués de Moya, Juan de Cabrera y Bobadilla, el primer conde de Chinchón, Fernando de Cabrera y Bobadilla, el obispo de Salamanca Francisco de Bobadilla, entre otros. 
Pasó sus primeros años en los palacios de Odón y de Chinchón, construidos por sus padres. En torno a los cinco años de edad fue nombrado caballero de la Orden de Santiago.

## Fraile dominico
A la edad de trece años, hastiado de la vida cortesana, ingresó como fraile dominico tras dejar todos sus bienes a su hermana menor.Fue temporalmente expulsado y regresado a la casa de sus padres en torno a los quince años, quienes lo enjaularon e impusieron duros castigos, regresando al convento poco después. A la edad de veinte años, viajó a la corte de Madrid, dejando finalmente los hábitos, y transfiriéndose a Alicante donde comenzó su célebre carrera de corsario.

## Primera etapa como corsario
El cronista Gonzalo Fernández de Oviedo escribió que Bobadilla tuvo patente de corso para atacar a barcos y piratas musulmanes, aunque también indica que no dudaba en atacar otros barcos cristianos, incluso aliados, cuando el motín lo ameritaba. Según Martínez Babón, en ocasiones atacaba también a barcos españoles Antonio de Herrera cita en las Décadas de las Indias el ataque que emprendió en 1515 contra la nave del tesorero de Valencia, temiéndose incluso "que tuviera atrevimiento en dar sobre los navíos que se esperaban de las Indias". En su mayor apogeo, logró armar una escuadra de dos carracas, cuatro galeras, y otras embarcaciones menores, sumando un total de ochocientos hombres a su mando.

## Perdón deJulio IIy almirante deLeón X
En 1511, tras haber sufrido la pérdida de gran parte de su flota, se presentó en Roma suplicando el perdón del papa Julio II, quien se lo otorgó por bula del 9 de diciembre de 1511 readmitiéndolo como caballero de la Orden de Santiago, e ingresando desde entonces al servicio de la flota pontificiaen su campaña contra los otomanos Fernández de Oviedo cita que al producirse su conversión y arrepentimiento de su vida como corsario, adoptó el lema personal "Cor Contritum et Humilatum Deus Non Despicies" (traducido como "No desprecies, Dios, al corazón contrito y humillado").
En 1512 se encontró en Rodas con la pretensión de suceder en el gran maestrezago de la Orden de San Juan al anciano y enfermo frey Guy de Blanchefort, quien tras su muerte en 1513 fue finalmente sucedido por el italiano Fabrizio del Carretto.
En noviembre de 1518 capturó cerca de Creta al erudito granadino Hassan al-Wazzan (apodado León el Africano), a quien entregó como prisionero al papa León X poco antes de su conversión al cristianismo.  El mismo año, el papa lo nombró capitán general de las galeras pontificias.

## Segunda etapa como corsario
De acuerdo a Pandeli Argenti, en 1519 Bobadilla había retomado sus actividades como corsario en el Mediterráneo. En la primavera de ese año atacó con dos barcos a una galera genovesa donde viajaba Battista Giustiniani, gobernador genovés de la Isla de Quíos, siendo derrotado por el capitán Battista Delfino, quien incautó su flota y botín además de apresarlo junto a toda su tripulación.

## Comandante de la flota deCarlos Vy muerte
Al estallar la guerra entre Francia y el Sacro Imperio, el emperador Carlos V requirió su auxilio, otorgándole el comando de una flota con objeto de combatir a la armada de Francisco I.
En 1521, con alrededor de treinta y tres años, naufragó junto a gran parte de la flota imperial en el canal de la Mancha, cerca de Calais posiblemente a causa de un temporal.